# Lisnychivka
Lisnychivka  (ucraniano: Лісничівка) es una localidad del Raión de Podilsk en el Óblast de Odesa de Ucrania. Según el censo de 2001, tiene una población de 652 habitantes.